# Karin Stenbäck
Karin Maria Stenbäck, senare Karin Martin, född 14 mars 1946 i Stockholm, död 16 april 2025 i Stockholm, var en svensk simmare aktiv i början av 1960-talet.
År 1957, bara 11 år gammal noterade Stenbäck 1:17.0 på 100 meter fritt. 1959  simmade den då 13-åriga Stenbäck samma sträcka på 1:07.5, en tid som tre år tidigare hade inneburit svenskt rekord. Neptuns tränare Sten Hellqvist bedömde att hon hade ännu större potential för fjärilsim. Vid Europamästerskapen i simning 1962 blev hon 4:a på 100m fjäril, 4:a i 4x100m frisim och 5:a i 4x100m medley. Trots fina resultat 1963 i 6-nationers och för-OS i Tokyo meddelade hon överraskande, inför OS i Tokyo 1964, att hon lade av med simningen för att ägna sig åt studier på heltid.
Stenbäck simmade för SK Neptun. Hon hade bland annat ett europarekord (lagkapp 4x100 meter frisim) och tre nordiska rekord, och hon satte svenska rekord 40 gånger. Åren 1961, 1962 och 1963 vann hon SM i 100 meter fjäril.
Stenbäck medverkade också i några filmer och en tv-serie: Made in Sweden (1969), Oj oj oj eller Sången om den eldröda hummern (1966), Håltimme (1965) och Håll polisen utanför (1969).

## Meriter
- EM 1962: 100m fj/4:a, 4x100m fr/4:a, 4x100m my/5:a
- NM 1961, 1963: 3
- NJM: 2
- Landskamper: 10 (14 grensegrar), Juniorer 3 (5 grensegrar)
- Europarekord: 1
- Svenska rekord: 40
- Stor Grabb
- SM, utomhus: 100m fr - (1 silver, 1 brons) + 2 finaler, 400m fr - (1 silver), 100m fj 3, 4x100m fr 4, 4x100m my 3 (1 silver)
- SM, inomhus: 200m fr - (2 silver) + 1 final, 100m fj 3, 4x100m fr 4, 4x100m fj 2 (1 silver)
- JSM: 6
- Sum-Sim: 2
- DM: 15[4]